# Клюшники (зупинний пункт)
Клюшники́ — пасажирський залізничний зупинний пункт Полтавської дирекції Південної залізниці на електрифікованій лінії Полтава-Південна — Кременчук між зупинними пунктами Зінці (2 км) та Безручки (1 км). Розташований в однойменному селі Полтавського району Полтавської області.

## Історія
У 2009 році на зупинному пункті Клюшники проведена модернізація колії та споруджені нові платформи. У 2010 році зупинний пункт електрифікований змінним струмом (~25 кВ) в складі дільниці Полтава-Південна — Мала Перещепинська.

## Пасажирське сполучення
На платформі Клюшники зупиняються приміські поїзди напрямку Полтава-Південна — Кременчук.